# Liste der Biografien/Tud
Liste der Biografien |
Portal Biografien |
Personensuche
# |
A |
B |
C |
D |
E |
F |
G |
H |
I |
J |
K |
L |
M |
N |
O |
P |
Q |
R |
S |
T |
U |
V |
W |
X |
Y |
Z |
?
 
Ta |
Tc |
Te |
Tf |
Tg |
Th |
Ti |
Tj |
Tk |
Tl |
Tm |
To |
Tq |
Tr |
Ts |
Tu |
Tv |
Tw |
Tx |
Ty |
Tz
 
Tua |
Tub |
Tuc |
Tud |
Tue |
Tuf |
Tug |
Tuh |
Tui |
Tuj |
Tuk |
Tul |
Tum |
Tun |
Tuo |
Tup |
Tuq |
Tur |
Tus |
Tut |
Tuu |
Tuv |
Tuw |
Tux |
Tuy |
Tuz
Die Liste der Biografien führt alle Personen auf, die in der deutschsprachigen Wikipedia einen Artikel haben. Dieses ist eine Teilliste mit 68 Einträgen von Personen, deren Namen mit den Buchstaben „Tud“ beginnt.

## Tud

### Tuda
- Tuda Möngke, Khan der Goldenen Horde
- Tuda von Lindisfarne, Abt und Bischof von Lindisfarne
- Tudal, Antoine (1931–2010), französischer Schauspieler, Drehbuchautor und Regisseur
- Tudan, Tudor (* 1942), rumänischer Künstler

### Tudc
- Tudclyd († 532), Nonne und Missionarin

### Tude
- Tudegeschewa, Jekaterina Nikolajewna (* 1987), russische Sportlerin, Weltmeisterin im Snowboard-Parallel-Riesenslalom
- Tudel Cuberes, Ariadna (* 1978), andorranische Skibergsteigerin
- Tuderek, Grzegorz (1938–2024), polnischer Politiker, Mitglied des Sejm und Manager
- Tüdew, Lodongiin (1935–2020), mongolischer Schriftsteller

### Tudg
- Tudgay, Marcus (* 1983), englischer Fußballspieler
- Tudge, Colin (* 1943), britischer Wissenschaftsautor und Rundfunkjournalist

### Tudh
- Tudḫaliya I., hethitischer Großkönig
- Tudḫaliya II., hethitischer Großkönig
- Tudḫaliya III., hethitischer Großkönig
- Tudḫaliya IV., hethitischer Großkönig
- Tudhope, Ryan (* 1978), US-amerikanischer Filmtechniker für visuelle Effekte

### Tudi
- Tūdīja, assyrischer König
- Tudin, Dan (* 1978), italo-kanadischer Eishockeyspieler
- Tüdinger, Margreth, Berner Begine

### Tudj
- Tuđen, Branko (* 1950), kroatischer Journalist, Herausgeber, Publizist und Sportredakteur
- Tuđman, Franjo (1922–1999), kroatischer PräsidentFranjo Tuđman (1922–1999)

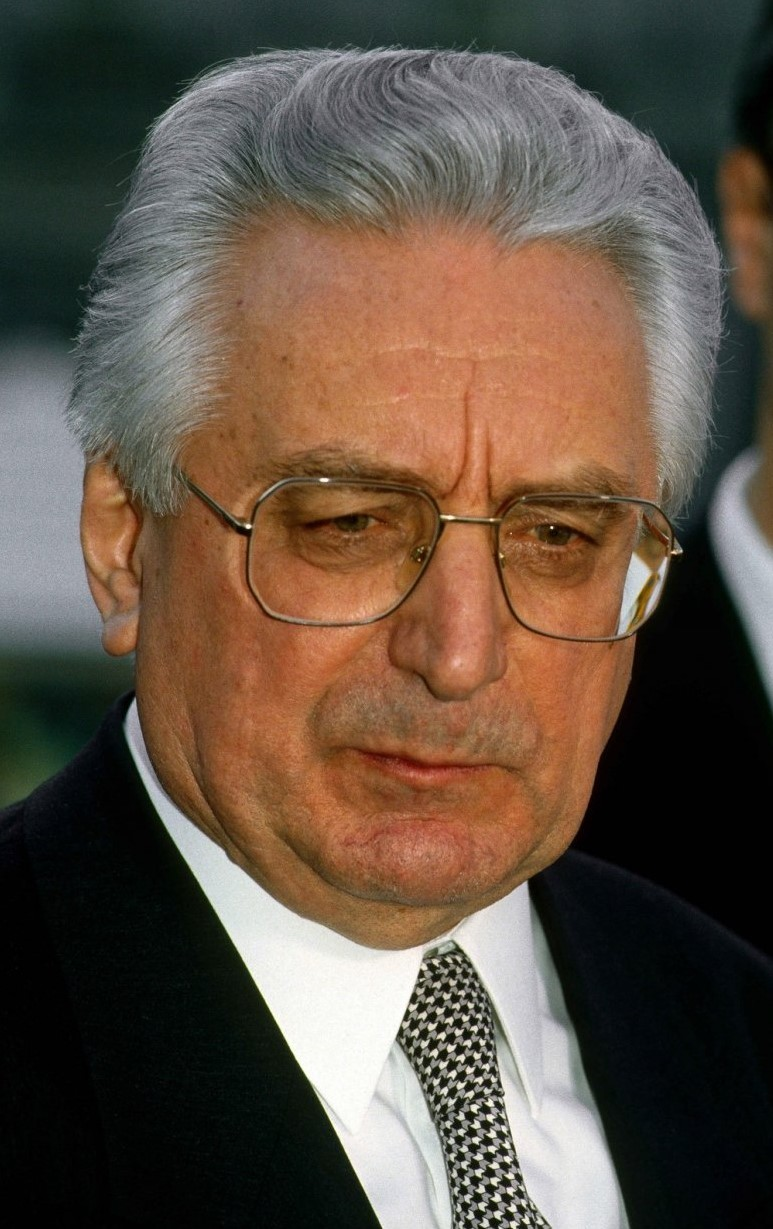
Franjo Tuđman (1922–1999)

- Tuđman, Miroslav (1946–2021), kroatischer Politiker und Informationswissenschaftler

### Tudo
- Tudó, Pepita (1779–1869), Gräfin von Castillo Fiel und Vizegräfin von Rocafuerte
- Tudor, Alexandru (* 1971), rumänischer Fußballschiedsrichter
- Tudor, Alyosxa, Geschlechterforscher/in
- Tudor, Antony (1908–1987), britischer Balletttänzer und Choreograf
- Tudor, Arthur (1486–1502), englischer Thronfolger
- Tudor, Bogdan (* 1970), rumänischer Weitspringer
- Tudor, C. J. (* 1972), britische Schriftstellerin
- Tudor, Corneliu Vadim (1949–2015), rumänischer Politiker, MdEP
- Tudor, Daniel (* 1974), rumänischer Fußballspieler
- Tudor, David (1926–1996), US-amerikanischer Pianist und einer der Pioniere für elektronische und experimentelle Musik
- Tudor, Dumitru (1908–1982), rumänischer Archäologe, Althistoriker, Numismatiker, Epigraphiker und Hochschullehrer
- Tudor, Edmund, 1. Duke of Somerset (1499–1500), dritter Sohn Heinrichs VII. und Duke of Somerset
- Tudor, Edmund, 1. Earl of Richmond († 1456), englischer Peer, Vater König Heinrichs VII. von England
- Tudor, Florian (* 1973), rumänischer Ruderer
- Tudor, Frank (1866–1922), australischer Politiker
- Tudor, Frederic (1783–1864), US-amerikanischer Geschäftsmann
- Tudor, Guy (* 1934), US-amerikanischer Ornithologe, Naturschützer und Illustrator von Vögeln und Schmetterlingen
- Tudor, Henri (1859–1928), luxemburgischer Ingenieur und Erfinder
- Tudor, Henry (1511–1511), englischer Prinz
- Tudor, Henry Hugh (1871–1965), britischer Soldat
- Tudor, Igor (* 1978), kroatischer Fußballspieler und -trainer
- Tudor, Jasper, 1. Duke of Bedford († 1495), Herzog von Bedford, Earl of Pembroke
- Tudor, Luka (* 1969), chilenischer Fußballspieler
- Tudor, Margaret (1489–1541), englische Prinzessin, Queen Consort von Schottland
- Tudor, Mary (1496–1533), englische Prinzessin, Königin von FrankreichMary Tudor (1496–1533)

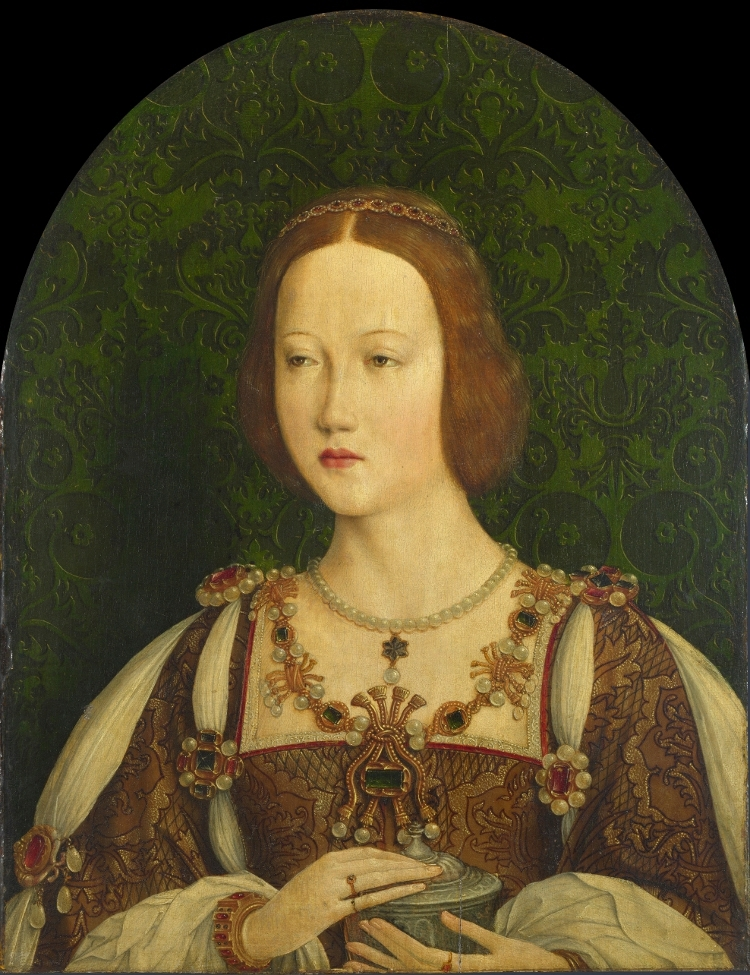
Mary Tudor (1496–1533)

- Tudor, Owen († 1461), Stammvater des Hauses Tudor
- Tudor, Remus (* 1993), rumänischer Skispringer
- Tudor, Ștefan (1943–2021), rumänischer Ruderer
- Tudor, Tasha (1915–2008), US-amerikanische Buchillustratorin und Kinderbuchautorin
- Tudor, Will (* 1987), britischer Schauspieler
- Tudor-Hart, Edith (1908–1973), österreichisch-britische Fotografin und sowjetische Agentin
- Tudor-Hart, Percyval (1873–1954), kanadischer Maler, Bildhauer, Designer, Gemälderestaurator und Lehrer
- Tudor-Pole, Edward (* 1955), britischer Musiker, Schauspieler und Moderator
- Tudoran, Ioana (* 1948), rumänische Ruderin
- Tudorie, Alexandru (* 1996), rumänischer Fußballspieler
- Tudorowski, Alexander Illarionowitsch (1875–1963), russischer Physiker und Hochschullehrer
- Tudosă, Ciprian (* 1997), rumänischer Ruderer
- Tudose, Constantin (1911–1954), rumänischer Radrennfahrer
- Tudose, Mihai (* 1967), rumänischer Politiker (PSD)
- Tudosie, Constantin (* 1950), rumänischer Handballspieler

### Tudr
- Tudrus, Herrscher der Quaden

### Tudu
- Tudu, Maina (* 1985), indische Autorin
- Tudu, Sebastian (* 1967), katholischer Bischof

### Tudy
- Tudy, Missionar und Einsiedler
- Tudyk, Alan (* 1971), US-amerikanischer SchauspielerAlan Tudyk (* 1971)

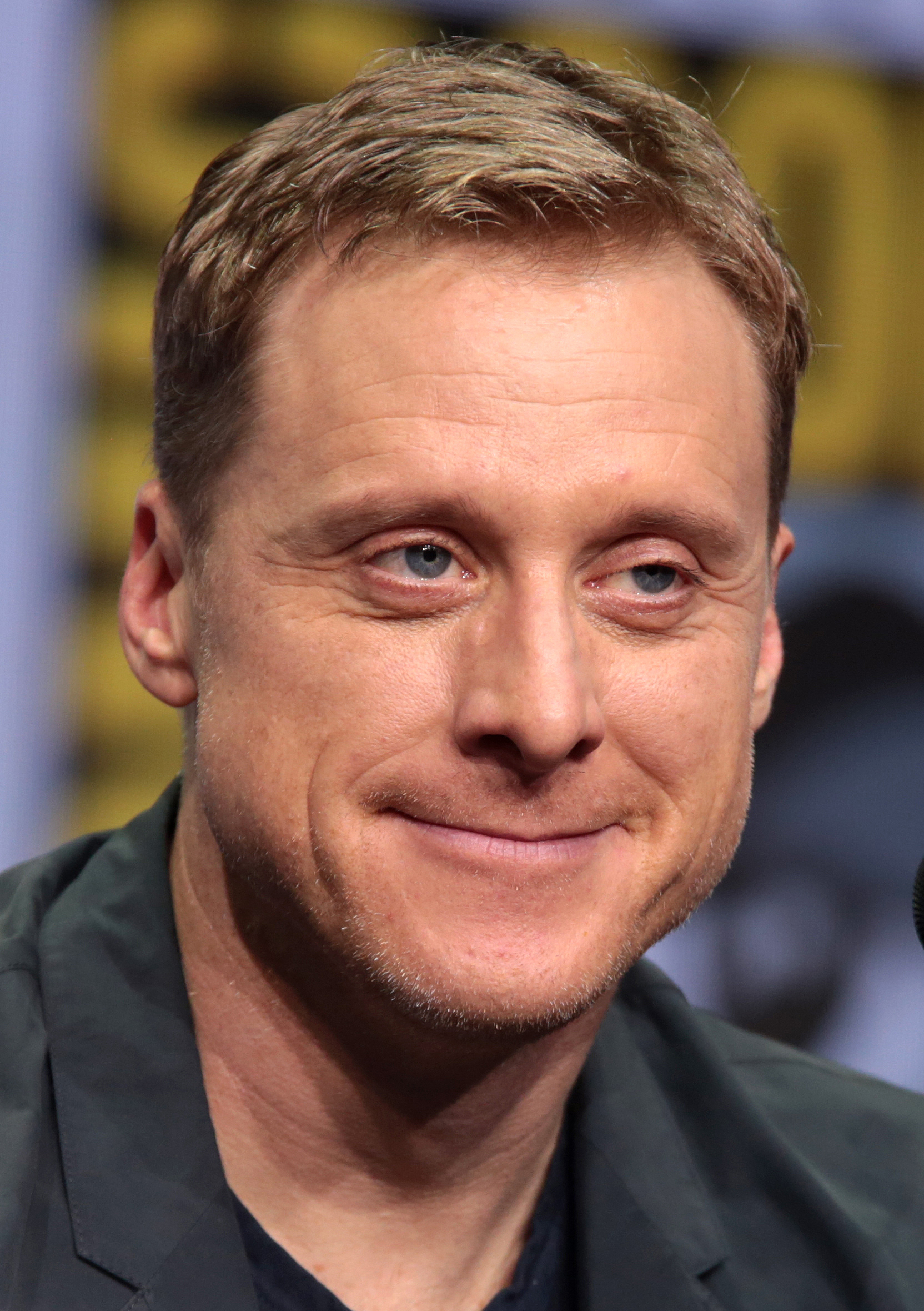
Alan Tudyk (* 1971)

- Tudyka, Kurt (* 1935), deutscher Politologe und Hochschullehrer